# Palais Seyssel d’Aix
Pour les articles homonymes, voir Seyssel (homonymie).
Le palais Seyssel d'Aix est un manoir situé Kaulbachstraße 13, dans le quartier de Maxvorstadt à Munich. Il est classé monument architectural dans la liste des monuments bavarois et est le siège de l'Institut français de Munich depuis 1954. 

## Histoire du bâtiment
Le bâtiment a été érigé en 1856 à l'époque Biedermeier pour être la résidence de l'homme d'affaires Carl Reschreiter. En 1874, il fut acquis par le chambellan royal Edwin Graf von Seyssel d'Aix. La famille Seyssel d'Aix était arrivée au XVIIIe siècle de la Savoie en Bavière. Un médaillon sur le coin sud de la maison montre le bâtiment avant 1913. De 1913 à 1914, le palais aristocratique a été redessiné par la société de construction de Franz Rank. Une villa suburbaine a été créée, dont la structure est basée sur des villas françaises et le style Régence. Il y avait une serre dans le parc.

## Historique d'utilisation
Lors de la rénovation de la nonciature papale de la Brienner Strasse de 1922 à 1925, le cardinal Eugenio Pacelli, devenu plus tard le pape Pie XII, résida dans le palais Seyssel. L'archevêque catholique italien Alberto Vassallo di Torregrossa a été ensuite locataire des lieux en 1934, lorsque la nonciature apostolique de Munich a été transférée au palais Seyssel. En octobre 1936, le statut extraterritorial de la nonciature fut annulé par le parti Nazi et le bâtiment fut perquisitionné. Après qu'Alberto Vassallo di Torregrossa ait dû quitter Munich en octobre 1936, les fonctionnaires nazis Ludwig Siebert, Adolf Wagner et Paul Giesler ont  successivement occupé le bâtiment. 

Du 8 mai 1945 au 1er février 1951, le bâtiment, comme la villa voisine de Kaulbach, fut utilisé par les Forces américaines. Du 1er février 1951 au 31 décembre 1953, le consulat général de France à Munich, l'Institut français et une partie de la future École française sont installés dans le petit palais. Depuis le 31 janvier 1954, l'Institut français de Munich reste l'unique locataire du château appartenant à l'État libre de Bavière. 

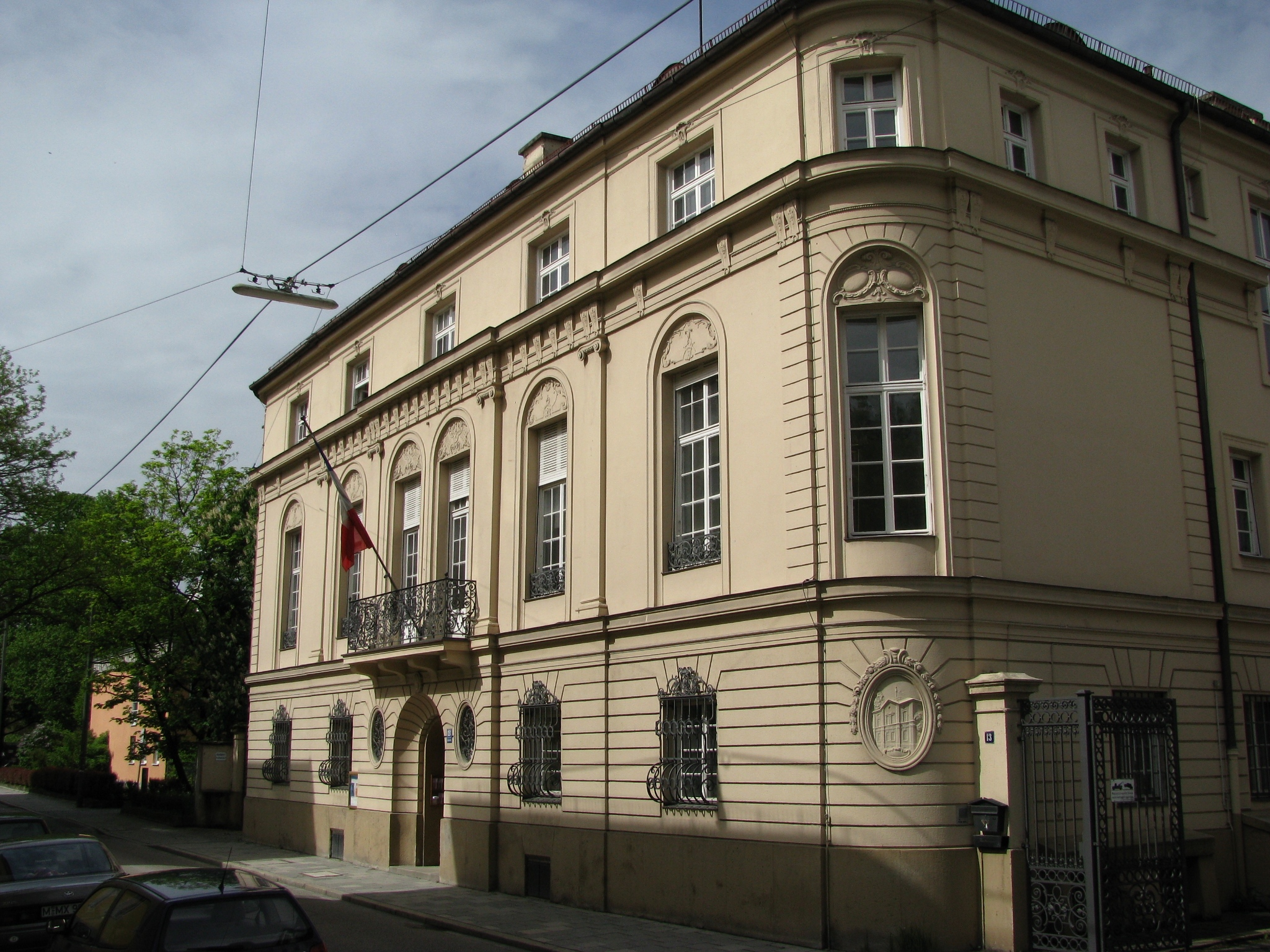
Un médaillon sur le coin nord montre la vue du bâtiment de 1874.
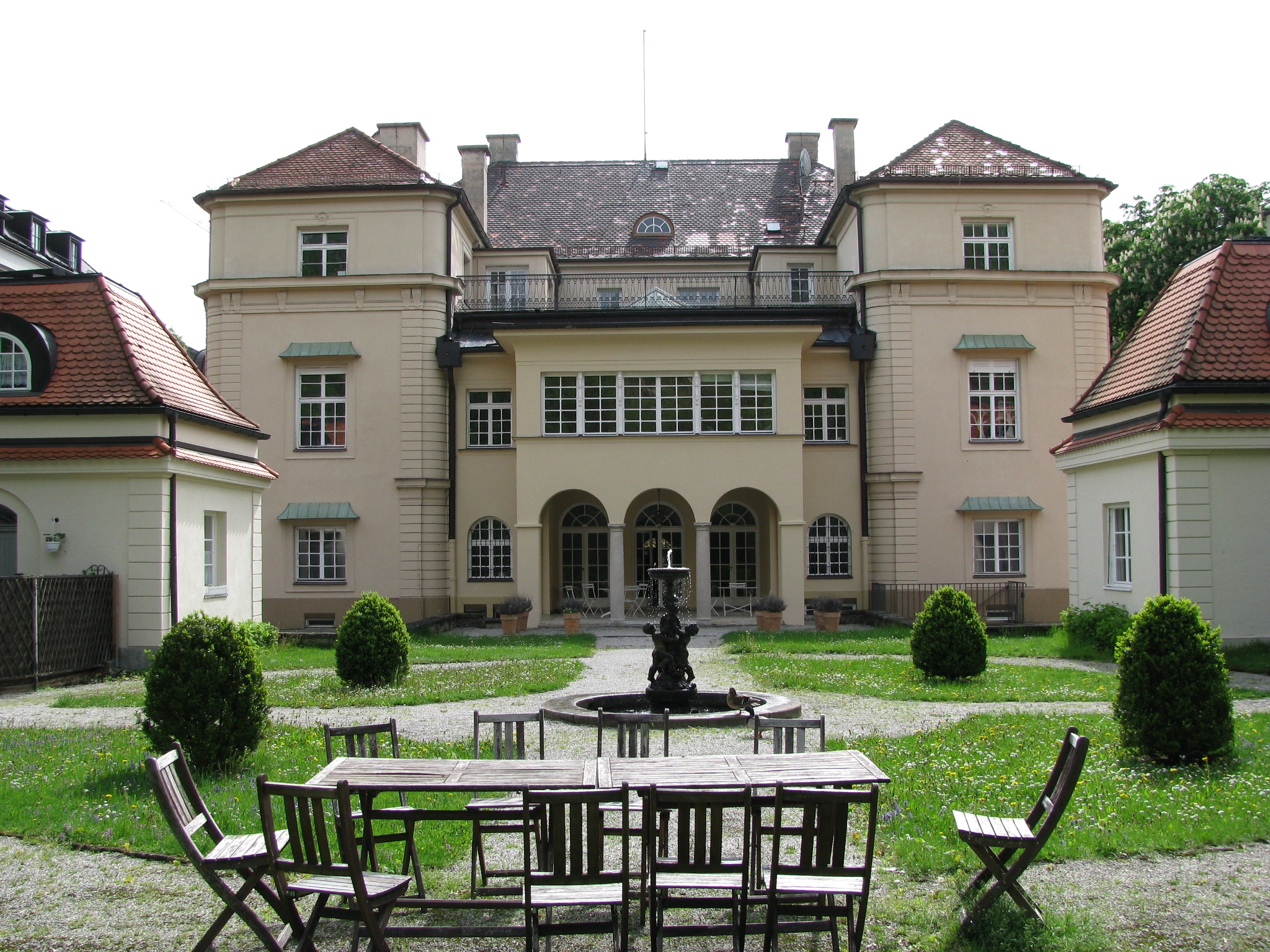
Le vaste jardin a été aménagé dans le style des jardins à la française de la période baroque avec un anneau de fleurs, une fontaine et des allées rectilignes.
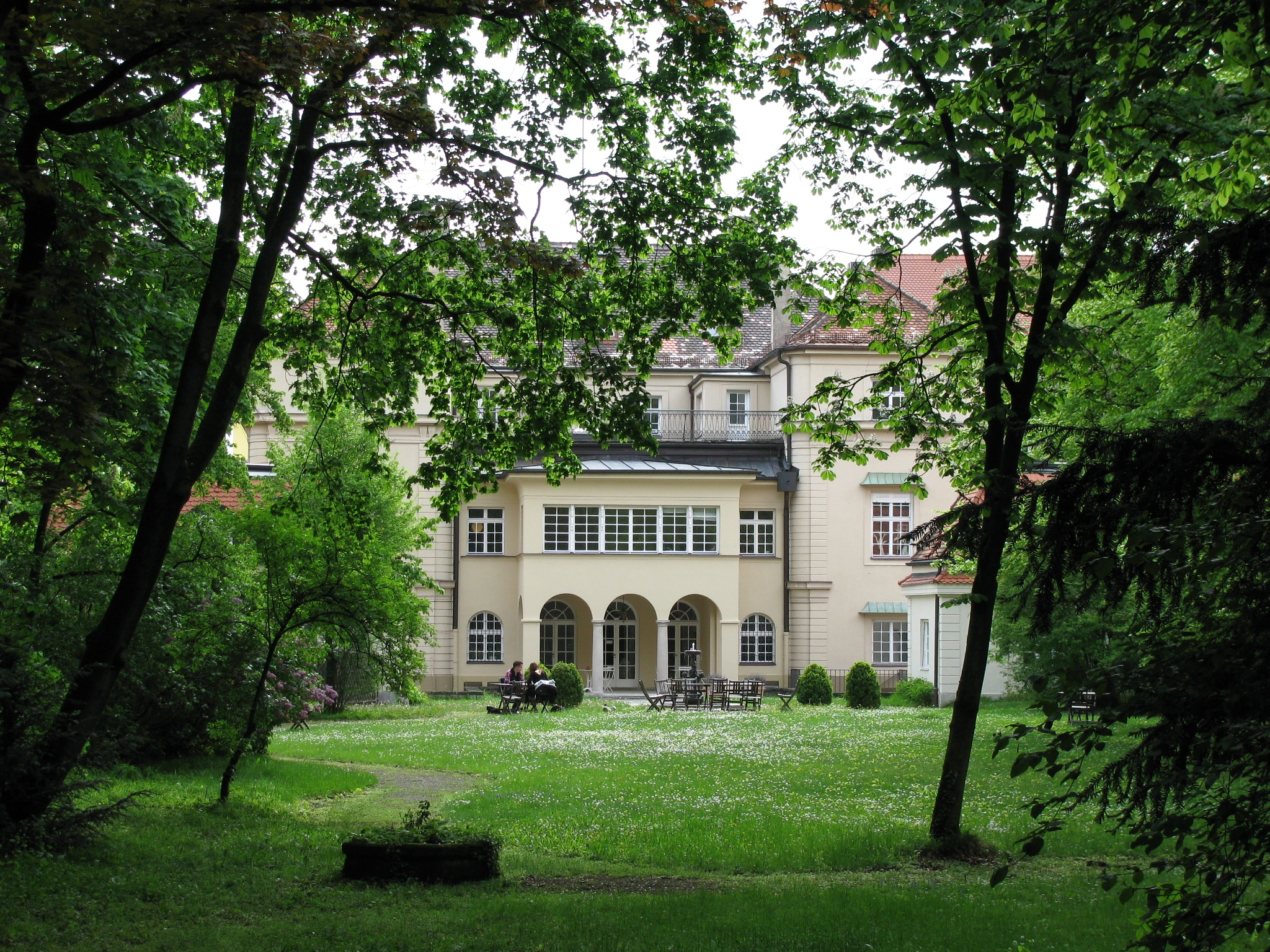
Le parc faisant face au bâtiment principal de la Bibliothèque d'État de Bavière présente encore des éléments de 1755, époque de la création du Schönfeldviertel.
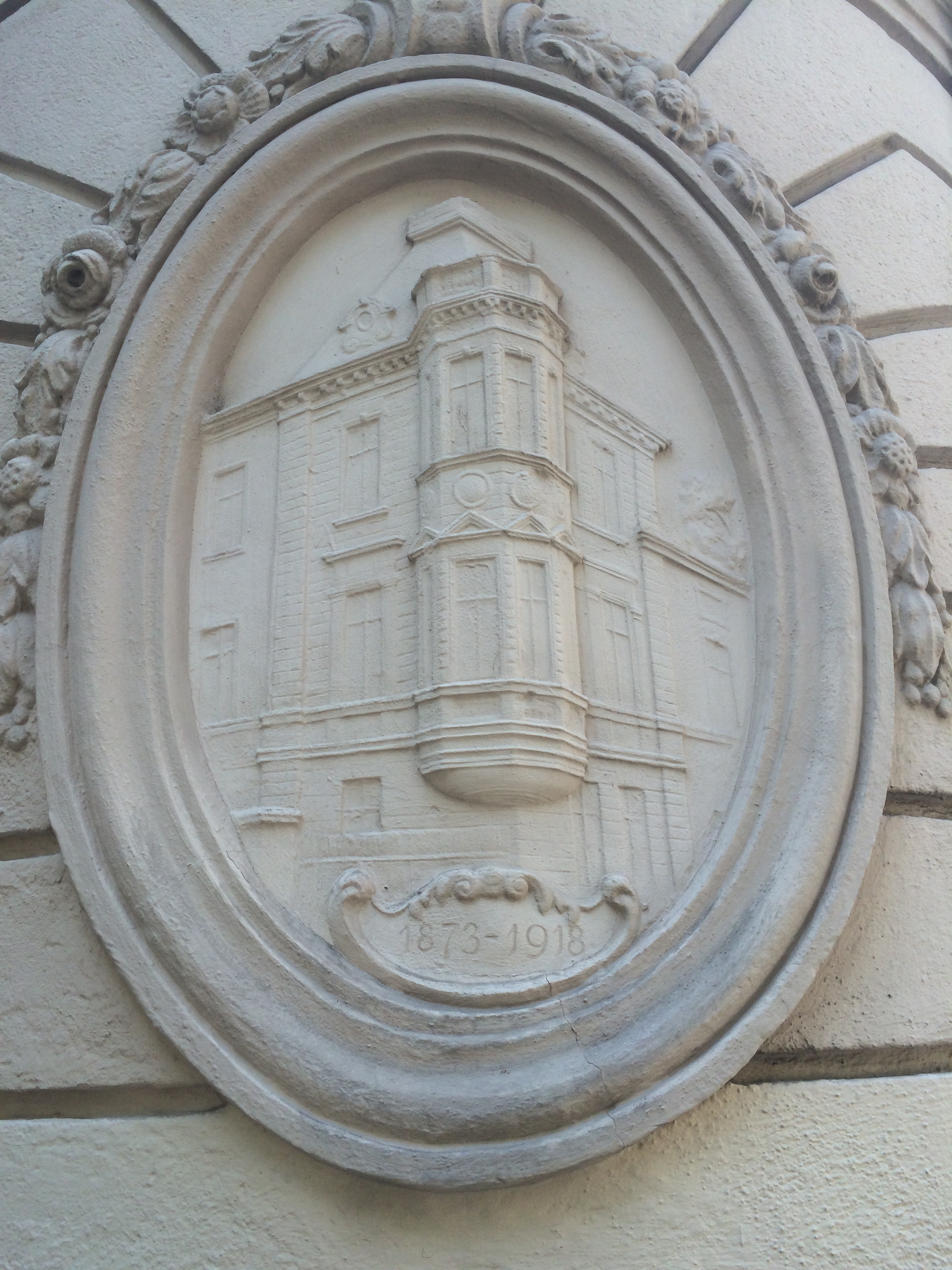
Médaillon à l'angle sud, montrant l'ancienne façade du bâtiment.